# Jean Emile Humbert
Jean Emile Humbert (L'Aia, 28 luglio 1771 – Livorno, 20 febbraio 1839) è stato un militare e archeologo olandese.

## Biografia
Era figlio di Jean Humbert, pittore olandese di ascendenza svizzero-francese, ed era fratello del pittore e scrittore David Pièrre Giottino Humbert de Superville. A Jean Emile Humbert va il merito di aver riscoperto le rovine di Cartagine, città distrutta dai Romani e poi dimenticata.
Alla vigilia della sua seconda spedizione in Tunisia si fermò a Livorno, in attesa del clima più fresco dell'autunno ma vi si trattenne più a lungo, interessandosi all'acquisto di numerose antichità etrusche ed egiziane.
Ebbe un ruolo fondamentale nell'acquisto delle collezioni Corazzi, Cimba e d'Anastasy. Parte dei reperti archeologici del Rijksmuseum van Oudheden di Leida sono stati da lui acquisiti, nelle vesti di agente del governo olandese. Fu accolto come membro nella Koninklijke Nederlandse Akademie van Wetenschappen (Reale Accademia olandese delle scienze).